# 무기타 가즈유키
무기타 가즈유키(일본어: 麦田 和志, 1984년 11월 10일 ~ )는 일본의 전 축구 선수이다.

## 구단 경력
과거 도쿠시마 보르티스에서 활동하였다.